# 'O zampugnaro/Acale 'e scelle
 'O zampugnaro/Acale 'e scelle è il 17° singolo di Mario Merola, pubblicato nel 1964.

## Descrizione
Il disco contiene due cover.

## Tracce
Lato A
- 'O zampugnaro (Aterrano - Barrucci - Sciotti)

Lato B
- Acale 'e scelle (Negri - De Angelis)